# A temerini fiúk
A temerini fiúk (temerini ötök) öt vajdasági magyar fiatal, akik 2004. június 26-án éjjel a szerbiai Temerinben brutálisan megvertek egy szerb férfit. A bíróság gyilkossági kísérlet miatt 10-15 év közötti börtönbüntetést szabott ki. Az ítélet komoly vitát kavart, bírálói szerint aránytalanul súlyos volt, miközben magyarokat megverő szerbek ugyanabban az időszakban jelentéktelen büntetéseket kaptak. Számos magyarországi politikus is megpróbált – sikertelenül – közbenjárni a kiszabott büntetés enyhítése érdekében.

## Háttér
Temerin húszezer fős vajdasági kisváros. A 20. század végéig majdnem kizárólag magyarok lakták, a délszláv háború után azonban több ezer koszovói és boszniai szerb menekült telepedett le itt. A 2000-es évek elején a magyar lakosság aránya már csak 40% körüli volt.
A városban gyakoriak a magyarok elleni etnikai atrocitások; az ügyben a tartományi biztonsági tanács és az Európai Parlament is vizsgálódott.

## A verekedés
A magyar fiatalok, Horvát Árpád, Illés Zsolt, Máriás István, Szakáll Zoltán és Uracs József 26-án éjszaka találkoztak a szerb Zoran Petrović-csal a temerini piactéren. Mind a hatan ittas állapotban voltak; szóváltásba keveredtek, majd a magyarok súlyosan bántalmazták Petrovićot, majd otthagyták a magatehetetlen férfit, akire reggel találtak rá és szállították kórházba. A kórházi jelentés szerint többek között eltörték az állát, a halántékcsontját, és egy idegen testet (a vádirat szerint vascsövet) dugtak fel a végbelébe, ami ott szakadásokat okozott.

## Az ítélet és utóélete
A bíróság úgy értékelte, hogy Petrović viselkedésével nem adott okot az erőszakra, valamint súlyosbító körülményként vette figyelembe, hogy sorsára hagyták a férfit, aki meghalt volna, ha nem találnak rá, ezért gyilkossági kísérletnek minősítette az esetet. Horvát Árpád 10 év, Illés Zsolt 13 év, Máriás István 15 év, Szakáll Zoltán és Uracs József 11 és fél év börtönbüntetést kapott.
A büntetést a magyar sajtó és jogvédő szervezetek aránytalanként jellemezték, és olyan ítéletekkel állították szembe, amikben magyar áldozatokat bántalmaztak súlyosan, és az elkövetők egyéves vagy rövidebb büntetést kaptak.
A magyar politika számos kísérletet tett az ítélet enyhítésére, de ezek nem jártak sikerrel. Az elítéltek elnöki kegyelmet kértek; Illés és Máriás kérelmét Boris Tadić államfő elutasította, utódja, Tomislav Nikolić azonban 2012-ben felfüggesztette Horvát és Szakáll büntetését.
Uracs József 2015 karácsonyán egy nappal előbb szabadult, mivel a börtönszemélyzet miatta külön nem akart bemenni szombaton, így már december 25-én kiengedték.
Máriás István is letöltötte büntetését, így 2017 december 26-án szabadlábra helyezték az utolsó "temerini fiút" is.